# Абсолютна сходимост
В математиката, безкраен ред се нарича абсолютно сходящ, ако редът от абсолютните стойности на членовете на първоначалния ред е сходящ. Ако един ред е абсолютно сходящ, то той е също така сходящ. По-точно {\displaystyle \textstyle \sum _{n=0}^{\infty }a_{n}} се нарича абсолютно сходящ ред, ако {\displaystyle \textstyle \sum _{n=0}^{\infty }\left|a_{n}\right|=L} е сходящ ред.
Абсолютно сходящите редове имат редица полезни свойства,
например сходимостта и стойността им не се променят при разместване на членовете,
а при функции, зададени с такива редове, е възможно почленно диференциране.
Важни примери за абсолютно сходящи редове са степенните редове.